# Elezioni primarie del Partito Repubblicano del 2004 (Stati Uniti d'America)
Le elezioni primarie del Partito Repubblicano del 2004 sono state il processo di selezione attraverso il quale gli elettori del Partito Repubblicano hanno scelto il loro candidato alla presidenza degli Stati Uniti nelle elezioni presidenziali statunitensi del 2004. Il presidente in carica George W. Bush venne nuovamente selezionato come candidato attraverso una serie di elezioni primarie e caucus culminati nella Convenzione Nazionale Repubblicana del 2004 tenutasi dal 30 agosto al 2 settembre 2004 a New York.

## Panoramica
Il presidente in carica George W. Bush annunciò, a metà del 2003, che avrebbe fatto una campagna per la rielezione ma non dovette affrontare forti sfidanti. Continuò poi, per tutto l'inizio del 2004, a vincere ogni votazione per le nomination, inclusa una grande vittoria nel Super Tuesday, respingendo l'inconsistenza degli sfidanti e mantenendo la recente tradizione di primarie facili per i presidenti in carica (l'ultima volta che un titolare in carica era stato seriamente sfidato nelle primarie presidenziali fu quando il senatore Ted Kennedy sfidò Jimmy Carter per la nomination democratica nel 1980). Bush riuscì a raccogliere 130 milioni di dollari solo nel 2003, e si aspettava di stabilire un record nazionale di raccolta fondi, per le primarie, di 200 milioni di dollari al momento della Convention Nazionale Repubblicana del 2004 a New York.
Diversi Stati e territori cancellarono le rispettive primarie repubblicane, affermando che Bush era l'unico candidato a qualificarsi al rispettivo scrutinio, tra cui il Connecticut, la Florida, il Mississippi, lo Stato diNew York, Porto Rico, e il South Dakota.
Il senatore Lincoln Chafee del Rhode Island, un oppositore della guerra in Iraq, dei tagli alle tasse di Bush, delle trivellazioni nell'Arctic National Wildlife Refuge e di gran parte dell'agenda sociale di Bush, considerava di partecipare alla sfida di Bush alle primarie del New Hampshire nell'autunno del 2003. Decise poi di non correre, dopo la cattura di Saddam Hussein nel dicembre 2003. In seguito avrebbe cambiato la sua affiliazione passando al Partito democratico e avrebbe partecipato alle primarie presidenziali del 2016 di quel partito.

### Sfidanti

#### Al ballottaggio in due o più primarie
- William Tsangares[12] si candidò alla presidenza con lo pseudonimo di "Bill Wyatt". L'allora 43enne produttore di magliette lasciò il Partito Democratico per diventare un repubblicano dopo che i Democratici avevano votato per la guerra in Iraq, un'azione che vedeva come un tradimento. Tsangares viaggiò per 12.000 miglia e spese circa $ 20.000 per la sua campagna presidenziale. Riuscì a partecipare al ballottaggio nel New Hampshire, nel Missouri, nell'Oklahoma e in Louisiana, e persino al ballottaggio delle primarie democratiche in Arizona. Si classificò decimo alle primarie del New Hampshire con lo 0,23% dei voti (153 voti) e secondo nel Missouri, dove ricevette 1.268 voti (1,03%). Tuttavia, un grande sconvolgimento si verificò nell Mini-Tuesday quando Tsangares ottenne poco più del 10% dei voti in Oklahoma e il 4% in Louisiana. Ricevette anche 233 voti (0,10%) alle primarie democratiche dell'Arizona.
- Blake Ashby, un imprenditore repubblicano frustrato dall'esplosione del debito sotto il governo del presidente Bush, si presentò come candidato di protesta alle primarie repubblicane. Al ballottaggio nel New Hampshire e nel Missouri, spese circa $ 20.000 per la sua campagna, visitando il New Hampshire e facendo una campagna elettorale nel suo stato d'origine del Missouri e partecipò al C-Span Minor Candidates Forum[13] Si classificò settimo nel New Hampshire con 264 voti[14] e terzo nel Missouri con 981 voti.

#### Sul ballottaggio in una primaria
Tutti tranne uno erano parteciparono solo nello stato del New Hampshire.

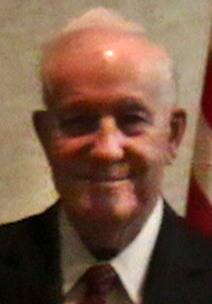
Ingegnere in pensione Jack Fellure del West Virginia ha ottenuto 14 voti nel caucus del Nord Dakota
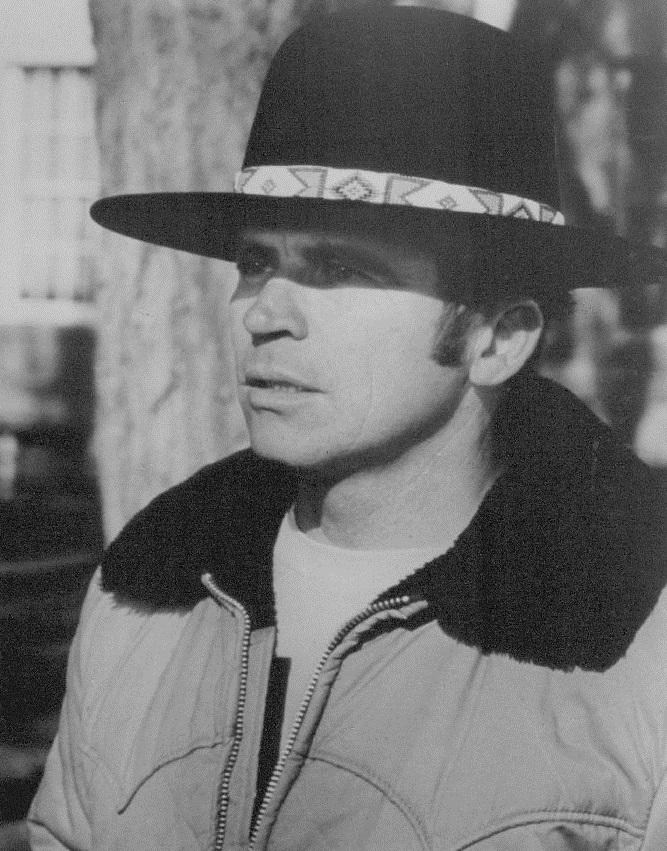
L'attore Tom Laughlin della California

#### Rifiutarono la candidatura

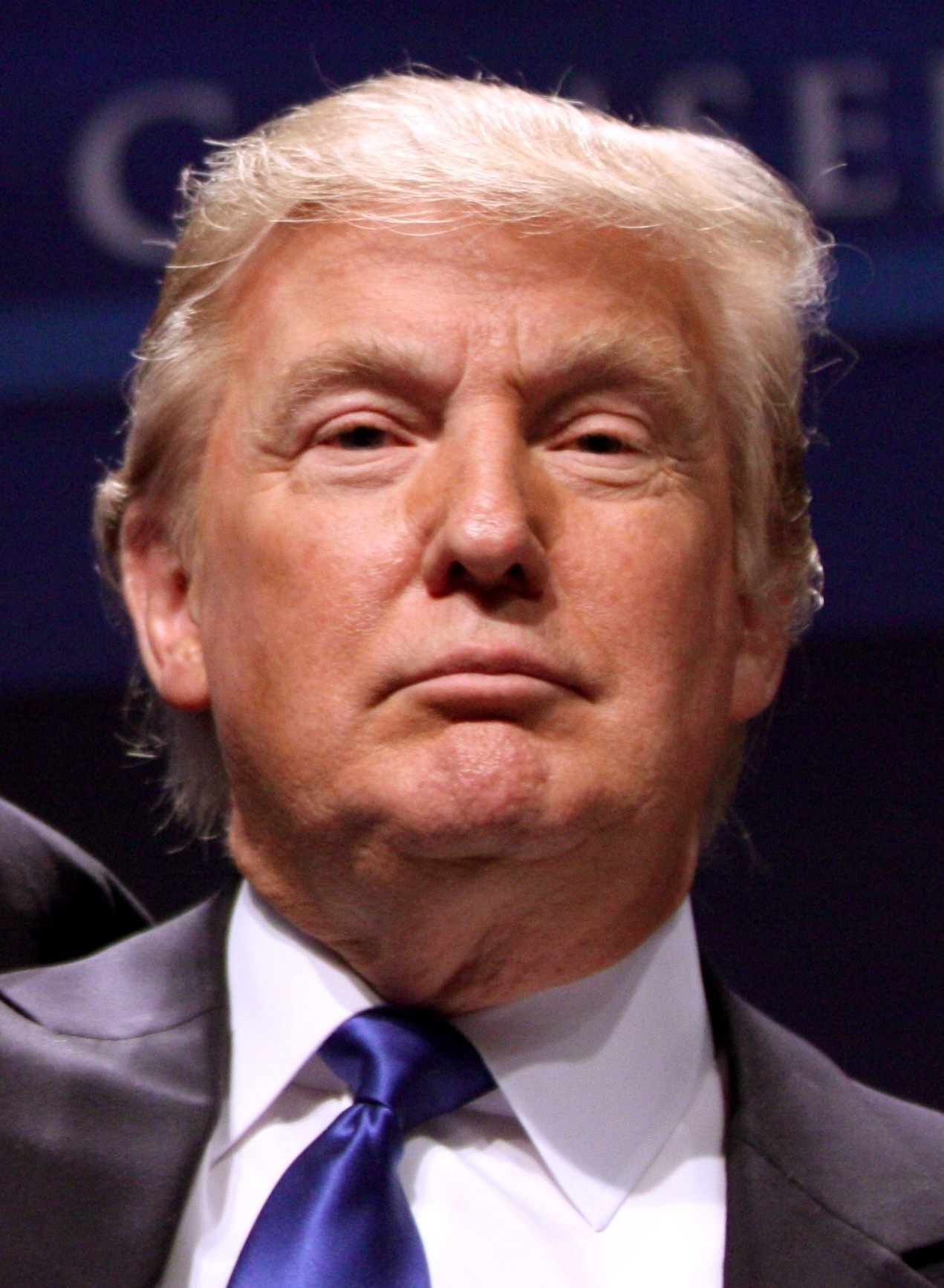
Donald Trump, New York
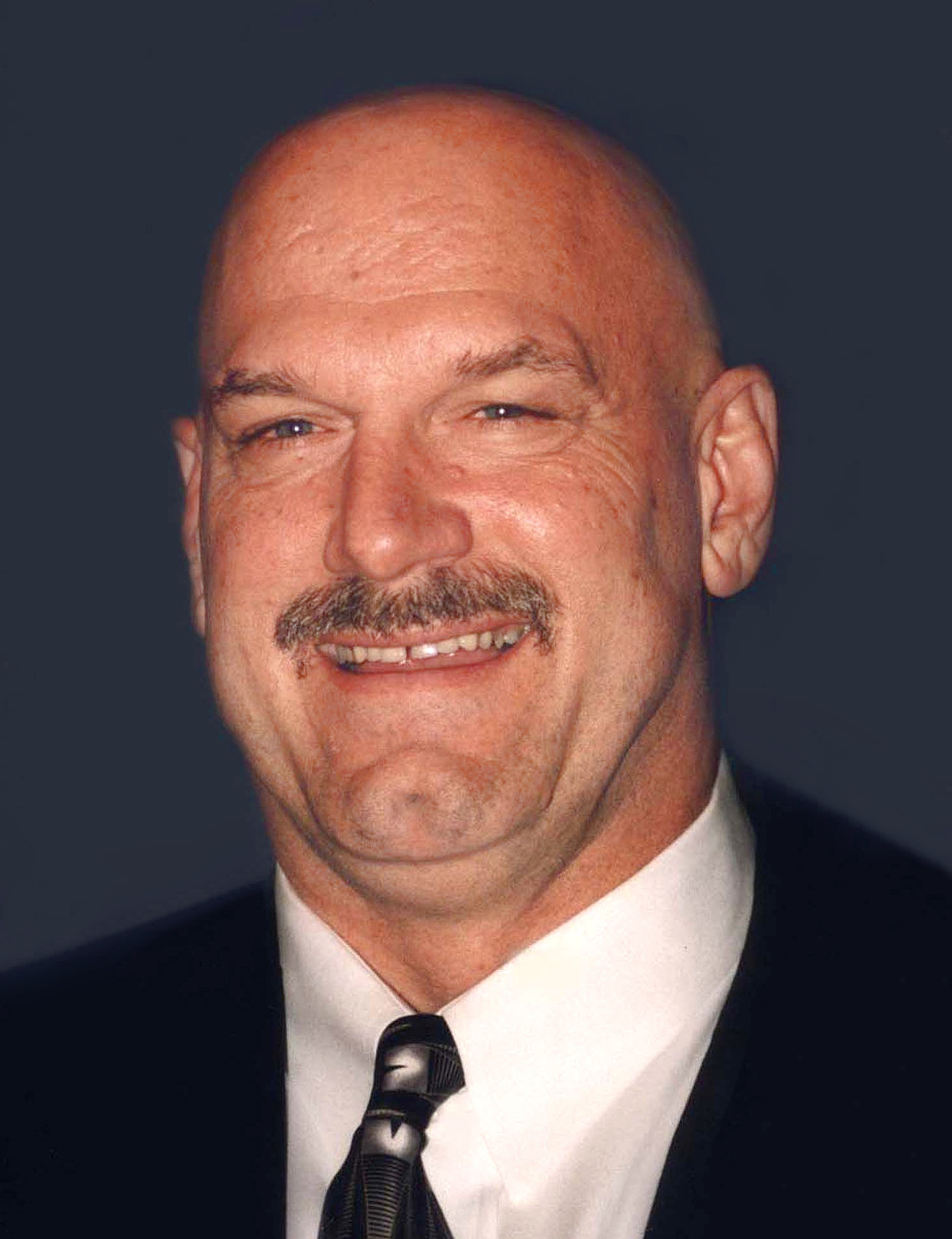
Governatore Jesse Ventura, Minnesota
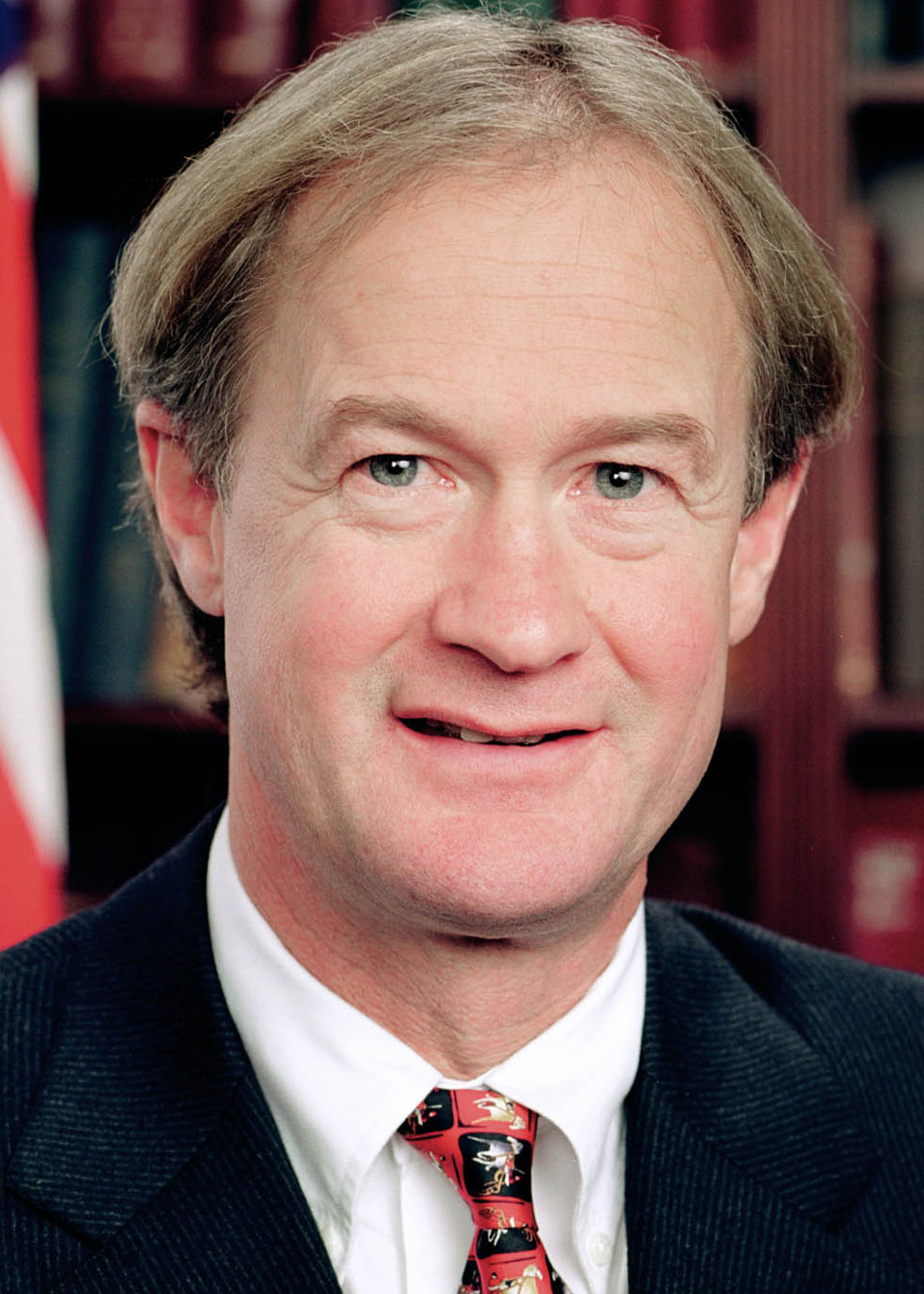
Senatore Lincoln Chafee, Rhode Island
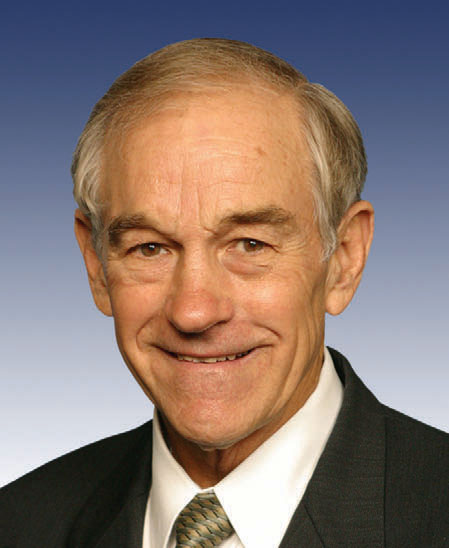
Ron Paul, Texas

| Candidato             | Stato di residenza   | voti totali | %    |
| --------------------- | -------------------- | ----------- | ---- |
| Richard Bosa          | New Hampshire        | 841         | 1.2% |
| John Buchanan         | Georgia              | 836         | 1.2% |
| John Rigazio          | New Hampshire        | 803         | 1.2% |
| Robert Haines         | New Hampshire        | 579         | 0.9% |
| Michael Callis        | New Hampshire        | 388         | 0.6% |
| Millie Howard         | Ohio                 | 239         | 0,4% |
| Tom Laughlin          | California           | 154         | 0,2% |
| Jim Taylor            |                      | 124         | 0,2% |
| Mark "Dick" Harnes    |                      | 87          | 0,1% |
| Cornelius E. O'Connor |                      | 77          | 0,1% |
| George Gostigian      |                      | 52          | 0,1% |
| Jack Fellure          | Virginia Occidentale | 14          | 0    |

## Risultati
C'erano 2.509 delegati in totale alla Convenzione Nazionale Repubblicana del 2004, di cui 650 erano cosiddetti " superdelegati " che non erano vincolati dai voti primari o caucus di alcuno stato particolare e potevano cambiare i loro voti in qualsiasi momento. Un candidato aveva bisogno di 1.255 delegati per diventare il candidato presidente. Ad eccezione delle Isole Marianne Settentrionali e dell'atollo Midway, tutti gli stati, i territori e le altre aree abitate degli Stati Uniti portarono delegati alla Convenzione Nazionale Repubblicana del 2004.
| |                                | Blake Ashby         | Richard Bosa | George W. Bush      | John Buchanan | Michael Callis      | Jack Fellure | Robert Haines | Millie Howard | Tom Laughlin | John Rigazio | Bill Wyatt |
| |                                |                     |              |                     |               |                     |              |               |               |              |              |            |
| Delegati totali¹                                                                                           | Delegati totali¹               | –                   | –            | 1608                | –             | –                   | –            | –             | –             | –            | –            | –          |
| |                                |                     |              |                     |               |                     |              |               |               |              |              |            |
| Superdelegati¹                                                                                             | Superdelegati¹                 | –                   | –            | 168                 | –             | –                   | –            | –             | –             | –            | –            | –          |
| |                                |                     |              |                     |               |                     |              |               |               |              |              |            |
| 19 gennaio                                                                                                 | Iowa³ (caucus)                 | –                   | –            | 100.00% (32)        | –             | –                   | –            | –             | –             | –            | –            | –          |
| 27 gennaio                                                                                                 | New Hampshire (primarie)       | 0.39%               | 1.24%        | 79.55% (29)         | 1.23%         | 0.57%               | –            | 0.85%         | 0.35%         | 0.23%        | 1.18%        | 0.23%      |
| 3 febbraio (Mini Tuesday)                                                                                  | Missouri (primarie)            | 0.80%               | –            | 95.06% (57)         | –             | –                   | –            | –             | –             | –            | –            | 1.03%      |
| 3 febbraio (Mini Tuesday)                                                                                  | North Dakota (caucus)          | –                   | –            | 99.11% (26)         | –             | –                   | 0.69%        | –             | –             | –            | –            | –          |
| 3 febbraio (Mini Tuesday)                                                                                  | Oklahoma (primarie)            | –                   | –            | 90.00% (41)         | –             | –                   | –            | –             | –             | –            | –            | 10.00%     |
| 3 febbraio (Mini Tuesday)                                                                                  | South Carolina (convention)    | –                   | –            | 100.00% (46)        | –             | –                   | –            | –             | –             | –            | –            | –          |
| 10 febbraio                                                                                                | Distretto di Columbia (caucus) | –                   | –            | 100.00% (16)        | –             | –                   | –            | –             | –             | –            | –            | –          |
| 10 febbraio                                                                                                | Tennessee (primarie)           | –                   | –            | 95.45% (39)         | –             | –                   | –            | –             | –             | –            | –            | –          |
| 17 febbraio                                                                                                | Wisconsin (primarie)           | –                   | –            | 99.25% (37)         | –             | –                   | –            | –             | –             | –            | –            | –          |
| 2 marzo (Super Tuesday)                                                                                    | California (primarie)          | –                   | –            | 100.00% (170)       | –             | –                   | –            | –             | –             | –            | –            | –          |
| 2 marzo (Super Tuesday)                                                                                    | Connecticut (non effettuata)   | –                   | –            | - (30)              | –             | –                   | –            | –             | –             | –            | –            | –          |
| 2 marzo (Super Tuesday)                                                                                    | Georgia (primarie)             | –                   | –            | 100.00% (66)        | –             | –                   | –            | –             | –             | –            | –            | –          |
| 2 marzo (Super Tuesday)                                                                                    | Maryland (primarie)            | –                   | –            | 100.00% (36)        | –             | –                   | –            | –             | –             | –            | –            | –          |
| 2 marzo (Super Tuesday)                                                                                    | Massachusetts (primarie)       | –                   | –            | 91.13% (41)         | –             | –                   | –            | –             | –             | –            | –            | –          |
| 2 marzo (Super Tuesday)                                                                                    | Minnesota (caucus)             | –                   | –            | 100.00% (38)        | –             | –                   | –            | –             | –             | –            | –            | –          |
| 2 marzo (Super Tuesday)                                                                                    | New York (non effettuata)      | –                   | –            | - (87)              | –             | –                   | –            | –             | –             | –            | –            | –          |
| 2 marzo (Super Tuesday)                                                                                    | Ohio (primarie)                | –                   | –            | 100.00% (81)        | –             | –                   | –            | –             | –             | –            | –            | –          |
| 2 marzo (Super Tuesday)                                                                                    | Rhode Island (primarie)        | –                   | –            | 84.89% (18)         | –             | –                   | –            | –             | –             | –            | –            | –          |
| 2 marzo (Super Tuesday)                                                                                    | Vermont (primarie)             | –                   | –            | 100.00% (15)        | –             | –                   | –            | –             | –             | –            | –            | –          |
| 9 marzo | Florida (primarie)             | –                   | –            | - (109)             | –             | –                   | –            | –             | –             | –            | –            | –          |
| 9 marzo | Louisiana (primarie)           | –                   | –            | 96.09% (41)         | –             | –                   | –            | –             | –             | –            | –            | 3.91%      |
| 9 marzo | Mississippi (primarie)         | –                   | –            | - (35)              | –             | –                   | –            | –             | –             | –            | –            | –          |
| 9 marzo | California (primarie)          | –                   | –            | 92.49% (135)        | –             | –                   | –            | –             | –             | –            | –            | –          |
| 16 marzo                                                                                                   | Illinois (primarie)            | –                   | –            | 100.00% (60)        | –             | –                   | –            | –             | –             | –            | –            | –          |
| 27 aprile                                                                                                  | Pennsylvania (primarie)        | –                   | –            | 100.00%             | –             | –                   | –            | –             | –             | –            | –            | –          |
| 4 maggio                                                                                                   | Indiana (primarie)             | –                   | –            | 100.00% (27)        | –             | –                   | –            | –             | –             | –            | –            | –          |
| 11 maggio                                                                                                  | West Virginia (primarie)       | –                   | –            | 100.00% (26)        | –             | –                   | –            | –             | –             | –            | –            | –          |
| 18 maggio                                                                                                  | Arkansas (primarie)            | –                   | –            | 97.25% (32)         | –             | –                   | –            | –             | –             | –            | –            | –          |
| 18 maggio                                                                                                  | Kentucky (primarie)            | –                   | –            | 92.64% (43)         | –             | –                   | –            | –             | –             | –            | –            | –          |
| 18 maggio                                                                                                  | Oregon (primarie)              | –                   | –            | - (28)              | –             | –                   | –            | –             | –             | –            | –            | –          |
| 25 maggio                                                                                                  | Idaho (primarie)               | –                   | –            | 89.50% (24)         | –             | –                   | –            | –             | –             | –            | –            | –          |
| 1º giugno                                                                                                  | Alabama (primarie)             | –                   | –            | 92.83% (45)         | –             | –                   | –            | –             | –             | –            | –            | –          |
| 1º giugno                                                                                                  | Nuovo Messico (primarie)       | –                   | –            | 100.00% (21)        | –             | –                   | –            | –             | –             | –            | –            | –          |
| 1º giugno                                                                                                  | South Dakota (primarie)        | –                   | –            | - (25)              | –             | –                   | –            | –             | –             | –            | –            | –          |
| 8 giugno                                                                                                   | New Jersey (primarie)          | –                   | –            | 100.00% (52)        | –             | –                   | –            | –             | –             | –            | –            | –          |
| \| Colore: \| \| 1º posto (delegati) \| \| 2º posto (delegati) \| \| 3º posto (delegati) \| \| Ritirati \| |                                |                     |              |                     |               |                     |              |               |               |              |              |            |
| Colore: |                                | 1º posto (delegati) |              | 2º posto (delegati) |               | 3º posto (delegati) |              | Ritirati      |               |              |              |            |

### Contee acquisite
|  |